# ゴードン・リンゼイ
ジェームズ・ゴードン・リンゼイ（James Gordon Lindsay、1906年 - 1973年）は、アメリカの伝道者であり、聖書学校クライスト・フォー・ザ・ネイションズ（CFNI、アメリカ・テキサス州）の創立者である。

## 経歴とミニストリー
- 1947年　米国オレゴン州アシュランドにて教会の牧師となる。

　同年、ウィリアム・マリオン・ブランハム（ウィリアム・ブラナーム）師のマネージャーとなる。
- 1948年　『いやしの声』誌（The Voice of Healing）を発行する。
- 1949年　『いやしの声』誌のメンバーである伝道者たち（T・L・オズボーン、オーラル・ロバーツら）の最初の大会を開催。

　その後、海外宣教への支援活動にも力を注ぐ。また、ラジオによる伝道も開始する。
- 1956年　世界宣教のためのクルセードを開催し、世界各地に奉仕者のチームを派遣する。
- 1968年　『いやしの声』誌の名称は「ワールド・ワイド・リバイバル」に変更され、さらにその後、「クライスト・フォー・ザ・ネイションズ」となる。
- 1970年　聖書学校「クライスト・フォー・ザ・ネイションズ」（CFNI　アメリカ・テキサス州）を妻のフレッダ・リンゼイとともに設立する。

　聖書学校（現在は1200人を越える学生が集う。世界50ヶ国に250の学校がある）のほか、文書伝道、イスラエルにおけるユダヤ人伝道、祈りとテープによる伝道活動も継続されている。CFNIの働きは、現在は息子のデニス・リンゼイらが受け継ぎ、全世界120ヶ国で宣教活動が展開されている。発展途上国の教会への経済支援なども行っている。
- 1973年4月1日　死去。（妻フレッダ・リンゼイは2010年3月死去。95歳）

## 著作活動
彼は非常に優れた聖書教師でもあり、著作は250冊以上に及ぶ。
　ゴードン・リンゼイについて、ケネス・Ｅ・ヘーゲン師は、「キリスト教界で尊敬されていた指導者であり、彼らの著書は霊的にバランスがとれている」と推奨している。
　韓国の大教会の牧師であるチョー・ヨンギ（趙鏞基）師は、1976年、ゴードン・リンゼイの妻フレッダ・リンゼイが韓国を訪れた際、彼女にこう語ったと伝えられている。「私はリンゼイ兄弟の本から多くのことを学んでいます。私は何年も彼の本から学んでいます」
ゴードン・リンゼイの数多くの著作は、聖書の教えている内容を正しく説き明かしており、世界の指導者に大きな影響を及ぼしている。

## 著書
- 『カリスマティック・ミニストリー』 エターナル・ライフ・ミニストリーズ
- 『神のいやし Q&A』 ゴードン&フレッダ・リンゼイ共著　エターナル・ライフ・ミニストリーズ
- 『結婚・離婚・再婚』 エターナル・ライフ・ミニストリーズ
- 『病人をいやす方法』 ゴードン・リンゼイ&ケネス・ヘーゲン共著　エターナル・ライフ・ミニストリーズ